# Sam Baldock
Samuel Edward Thomas Baldock (ur. 15 marca 1989) – angielski piłkarz występujący na pozycji napastnika w Brighton & Hove Albion.